# Malaysia Super League 2018
Die Malaysia Super League 2018 (Liga Super Malaysia 2018), aus Sponsorengründen auch unifi Malaysia Super League 2018 (unifi Liga Super Malaysia 2018) genannt, war die 15. Spielzeit der höchsten malaiischen Fußballliga. Die Saison begann mit 12 Mannschaften am 3. Februar 2018 und war am 28. Juli 2018 beendet. Titelverteidiger war Johor Darul Ta’zim FC.

## Modus
Die Vereine spielten ein Doppelrundenturnier aus, womit sich insgesamt 22 Spiele pro Mannschaft ergaben. Es wurde nach der 3-Punkte-Regel gespielt (drei Punkte pro Sieg, ein Punkt pro Unentschieden). Die Tabelle wurde nach den folgenden Kriterien bestimmt:
Anzahl der erzielten Punkte
Anzahl der erzielten Punkte im direkten Vergleich
Tordifferenz im direkten Vergleich
Anzahl Tore im direkten Vergleich
Tordifferenz aus allen Spielen
Anzahl Tore in allen Spielen
Am Ende der Saison qualifizierte sich die punktbeste Mannschaft für die Gruppenphase der AFC Champions League 2019. Der Zweitplatzierte begann in der zweiten Qualifikationsrunde der Champions League. Die zwei Vereine mit den wenigsten Punkten stiegen in die zweitklassige Malaysia Premier League ab.

## Mannschaften
| Mannschaft            | Standort         | Stadion                                              | Kapazität     |
| --------------------- | ---------------- | ---------------------------------------------------- | ------------- |
| Johor Darul Ta’zim FC | Johor Bahru      | Tan Sri Dato' Haji Hassan Yunos Stadium              | 30.000        |
| Kedah FA              | Alor Setar       | Darul Aman Stadium                                   | 32.387        |
| Kelantan FA           | Kota Bharu       | Sultan Muhammad IV Stadium                           | 30.000        |
| Kuala Lumpur FA       | Kuala Lumpur     | Kuala Lumpur Stadium                                 | 18.000        |
| Melaka United         | Krubong          | Hang Jebat Stadium                                   | 40.000        |
| Negeri Sembilan FA    | Seremban         | Tuanku Abdul Rahman Stadium                          | 45.000        |
| Pahang FA             | Kuantan          | Darul Makmur Stadium                                 | 40.000        |
| Perak FA              | Ipoh             | Perak Stadium, Ipoh Naval Base Stadium, Lumut        | 42.500 12.000 |
| PKNP FC               | Ipoh             | Perak Stadium, Ipoh Penang State Stadium, Batu Kawan | 15.000 40.000 |
| PKNS FC               | Shah Alam        | Shah Alam Stadium                                    | 80.372        |
| Selangor FA           | Kuala Lumpur     | Kuala Lumpur Stadium                                 | 18.000        |
| Terengganu FA         | Kuala Terengganu | Sultan Ismail Nasiruddin Shah Stadium                | 15.000        |

## Personal
| Mannschaft            | Trainer          | Mannschaftskapitän     |
| --------------------- | ---------------- | ---------------------- |
| Johor Darul Ta’zim FC | Raúl Longhi      | Hariss Harun           |
| Kedah FA              | Nidzam Adzha     | Baddrol Bakhtiar       |
| Kelantan FA           | Yusri Che Lah    | Shahrizan Ismail       |
| Kuala Lumpur FA       | Fábio Magrão     | Indra Putra Mahayuddin |
| Melaka United         | E. Elavarasan    | Khairul Fahmi Che Mat  |
| Negeri Sembilan FA    | Mário Lemos      | Kim Do-heon            |
| Pahang FA             | Dollah Salleh    | Matthew Davies         |
| Perak FA              | Mehmet Duraković | Nasir Basharudin       |
| PKNP FC               | Abu Bakar Fadzim | Hafiz Ramdan           |
| PKNS FC               | K. Rajagopal     | Safee Sali             |
| Selangor FA           | Nazliazmi Nasir  | Amri Yahyah            |
| Terengganu FA         | Irfan Bakti      | Kipré Tchétché         |

## Ausländische Spieler
| Mannschaft            | Spieler 1         | Spieler 2           | Spieler 3               | AFC Spieler           | ASEAN Spieler     | Ehemalige Spieler                                                                                          |
| --------------------- | ----------------- | ------------------- | ----------------------- | --------------------- | ----------------- | --- |
| Johor Darul Ta’zim FC | Marcos Antônio    | Fernando Elizari    | Fernando Andrés Márquez | Gonzalo Cabrera       | Hariss Harun      | Jorge Pereyra Díaz Luciano Figueroa Harry Novillo Nico Jorge                                               |
| Kedah FA              | Liridon Krasniqi  | Sandro              | Paulo Rangel            | Andik Vermansyah      | Álvaro Silva      | Pablo Pallarès                                                                                             |
| Kelantan FA           | Cássio            | Cristiano Sergipano |                         |                       |                   | Bruno Lopes Ferdinand Sinaga Mohammed Ghaddar Morgaro Gomis Do Dong-hyun Alaeddine Bouslimi Lazarus Kaimbi |
| Kuala Lumpur FA       | Paulo Josué       | Juninho             | Guilherme               | Bobirjon Akbarov      | Achmad Jufriyanto | |
| Melaka United         | Steven Thicot     | Ifedayo Olusegun    | Yahor Zubovich          | Lee Chang-hoon        | Shahdan Sulaiman  | Tiago Gomes Jeon Woo-young                                                                                 |
| Negeri Sembilan FA    | Alex Moraes       | Flávio Beck         | Nicolás Vélez           | Kim Do-heo            | Ángel Guirado     | Prak Mony Udom Renārs Rode                                                                                 |
| Pahang FA             | Mohamadou Sumareh | Austin Amutu        | Patrick Cruz            | Issey Nakajima-Farran | Safuwan Baharudin | Sergio Unrein Alex Moraes Chan Vathanaka Francis Doe                                                       |
| Perak FA              | Leandro           | Wander Luiz         | Gilmar                  | Jad Noureddine        |                   | Misagh Bahadoran Robert Cornthwaite                                                                        |
| PKNP FC               | Ritus Krjauklis   | Franklin Anzité     |                         | Kim Sang-woo          |                   | Keo Sokpheng Yeon Gi-sung Lyuben Nikolov                                                                   |
| PKNS FC               | Romel Morales     | Bruno Matos         | Rafael Ramazotti        | Zac Anderson          | Faris Ramli       | Jonathan Acosta                                                                                            |
| Selangor FA           | Willian Pacheco   | Alfonso de la Cruz  | Rufino Segovia          | Evan Dimas            | Ilham Armaiyn     | |
| Terengganu FA         | Igor Zonjić       | Lee Tuck            | Kipré Tchétché          | Do Dong-hyun          | Thierry Bin       | Kim Hyun-woo Lee Jun-hyeob Bruno Suzuki                                                                    |

## Abschlusstabelle
| Pl. | Verein                    | Sp. | S  | U | N  | Tore    | Diff. | Punkte |
| --- | ------------------------- | --- | -- | - | -- | ------- | ----- | ------ |
| 1.  | Johor Darul Ta’zim FC (M) | 22  | 19 | 2 | 1  | 047:190 | +28   | 59     |
| 2.  | Perak FA                  | 22  | 10 | 6 | 6  | 035:270 | +8    | 36     |
| 3.  | PKNS FC                   | 22  | 10 | 5 | 7  | 037:290 | +8    | 35     |
| 4.  | Pahang FA                 | 22  | 9  | 7 | 6  | 035:210 | +14   | 34     |
| 5.  | Terengganu FA             | 22  | 10 | 4 | 8  | 032:310 | +1    | 34     |
| 6.  | Kedah FA (P)              | 22  | 9  | 5 | 8  | 037:360 | +1    | 32     |
| 7.  | Melaka United             | 22  | 9  | 4 | 9  | 033:380 | −5    | 31     |
| 8.  | Selangor FA               | 22  | 7  | 6 | 9  | 035:390 | −4    | 27     |
| 9.  | PKNP FC (N)               | 22  | 7  | 4 | 11 | 025:310 | −6    | 25     |
| 10. | Kuala Lumpur FA (N)       | 22  | 7  | 3 | 12 | 039:510 | −12   | 24     |
| 11. | Kelantan FA               | 22  | 5  | 3 | 14 | 020:430 | −23   | 18     |
| 12. | Negeri Sembilan FA (N)    | 22  | 4  | 3 | 15 | 027:470 | −20   | 15     |

| Zum Saisonende 2018: Malaiischer Meister und Teilnahme an der Gruppenphase der AFC Champions League 2019 Malaiischer Vizemeister und Teilnahme an der zweiten Qualifikationsrunde zur AFC Champions League 2019 Abstieg in die Malaysia Premier League |

| Zum Saisonende 2017: |                                                                                 |
| (M)                  | Amtierender Meister: Johor Darul Ta’zim FC                                      |
| (P)                  | Amtierender Pokalsieger: Pahang FA                                              |
| (N)                  | Aufsteiger aus der Malaysia Premier League: FELDA United, Petaling Jaya City FC |

## Beste Torschützen
Stand: Oktober 2018
| Platz | Spieler          | Mannschaft            | Tore |
| ----- | ---------------- | --------------------- | ---- |
| 1.    | Rufino Segovia   | Selangor FA           | 19   |
| 2.    | Kipré Tchétché   | Terengganu FA         | 14   |
| 3.    | Guilherme        | Kuala Lumpur FA       | 13   |
| 4.    | Yahor Zubovich   | Melaka United         | 12   |
| 5.    | Gilmar           | Perak FA              | 11   |
| 6.    | Gonzalo Cabrera  | Johor Darul Ta’zim FC | 9    |
| 7.    | Flávio Beck      | Negeri Sembilan FA    | 8    |
| 7.    | Ifedayo Olusegun | Melaka United         | 8    |
| 7.    | Nicolás Vélez    | Negeri Sembilan FA    | 8    |
| 7.    | Sandro           | Kedah FA              | 8    |

## TOP Assists
| Platz | Name              | Mannschaft            | Assists |
| ----- | ----------------- | --------------------- | ------- |
| 1.    | Paulo Josué       | Kuala Lumpur FA       | 9       |
| 2.    | Gonzalo Cabrera   | Johor Darul Ta’zim FC | 7       |
| 3.    | Akhyar Rashid     | Kedah FA              | 6       |
| 3.    | Bruno Matos       | PKNS FC               | 6       |
| 3.    | Hafiz Ramdan      | PKNP FC               | 6       |
| 3.    | Safuwan Baharudin | Pahang FA             | 6       |

## Hattricks
| Spieler        | Verein        | Gegnerischer Verein | Ergebnis | Datum            |
| -------------- | ------------- | ------------------- | -------- | ---------------- |
| Do Dong-hyun   | Kelantan FA   | Perak FA            | 3 : 2    | 24. Februar 2018 |
| Rufino Segovia | Selangor FA   | Negeri Sembilan FA  | 4 : 0    | 1. Juni 2018     |
| Kipré Tchétché | Terengganu FA | Kelantan FA         | 3 : 2    | 27. Juni 2018    |
| Rufino Segovia | Selangor FA   | Kuala Lumpur FA     | 3 : 3    | 15. Juli 2018    |

## Weiße Westen
| Platz | Spieler           | Mannschaft            | Weiße Westen |
| ----- | ----------------- | --------------------- | ------------ |
| 1.    | Farizal Marlias   | Johor Darul Ta’zim FC | 13           |
| 2.    | Helmi Eliza Elias | Pahang FA             | 7            |
| 3.    | Hafizul Hakim     | Perak FA              | 6            |
| 4.    | Shahril Saa'ri    | PKNS FC               | 5            |
| 5.    | Wan Azraie        | Terengganu FA         | 3            |
| 5.    | Ramadhan Hamid    | Kedah FA              | 3            |

## Ausrüster und Sponsoren
| Mannschaft            | Ausrüster | Sponsor                                           |
| --------------------- | --------- | ------------------------------------------------- |
| Johor Darul Ta’zim FC | Nike      | Forest City                                       |
| Kedah FA              | AL        | ECK                                               |
| Kelantan FA           | Lotto     | BMW Raza Premium                                  |
| Kuala Lumpur FA       | SkyHawk   | JL99, Ekovest                                     |
| Melaka United         | Warrix    | EDRA, CGN                                         |
| Negeri Sembilan FA    | AL        | Matrix Concepts                                   |
| Pahang FA             | Fila      | Aras Kuasa                                        |
| Perak FA              | AL        | Lembaga Air Perak, Quest International University |
| PKNP FC               | Fila      | Perak Corp, MAPS                                  |
| PKNS FC               | Kappa     | PKNS                                              |
| Selangor FA           | Lotto     | redONE, CRRC                                      |
| Terengganu FA         | Kobert    | Chicken Cottage                                   |

## Erläuterungen / Einzelnachweise
1. ↑  TOP Scorer 2018 bei soccerway.com